# Bora Adam
Bora Adam Kadıoğlu (* 25. Juni 2001 in Innsbruck) ist ein österreichischer Fußballspieler.

## Karriere
Adam begann seine Karriere beim FC Union Innsbruck. Zur Saison 2015/16 kam er in die Jugend der AKA Tirol. In der Hinrunde der Saison 2016/17 absolvierte er vier Partien für die Reserve seines Stammklubs Union Innsbruck in der achtklassigen 1. Klasse. Im März 2017 wechselte er nach Deutschland in das DFI Bad Aibling. Zur Saison 2017/18 wechselte er in die Jugend des VfR Mannheim, die er im Jänner 2019 verließ. Nach einem halben Jahr ohne Klub schloss er sich zur Saison 2019/20 der Jugend von Wormatia Worms an. Zur Saison 2020/21 wechselte Adam zum FC Memmingen, wo er für dessen sechstklassige Reserve spielen sollte. Für diese absolvierte er bis zur Winterpause zwei Spiele.
Im Jänner 2021 wechselte er in die Türkei zum Erstligisten Fatih Karagümrük SK. Sein Debüt für Fatih Karagümrük in der Süper Lig gab er im Mai 2021, als er am 34. Spieltag der Saison 2020/21 gegen Denizlispor in der 87. Minute für Serhat Ahmetoğlu eingewechselt wurde. Zur Saison 2021/22 wechselte Adam leihweise zum Drittligisten 24 Erzincanspor.
Bereits im September 2021 verließ er Erzincanspor allerdings wieder und verließ auch Fatih Karagümrük endgültig und wechselte zum Zweitligisten İstanbulspor. Ohne Einsatz für den Verein wechselte Adam im Februar 2022 zum Viertligisten Kuşadasıspor. Dort blieb er aber ebenfalls ohne Einsatz, Kuşadası verließ er im Jänner 2023. Anschließend wechselte er zurück nach Deutschland zum fünftklassigen TSV 1860 Rosenheim, für den er aber nie spielen sollte. Zur Saison 2023/24 kehrte er dann wieder nach Österreich zurück und wechselte zum Regionalligisten SPG Silz/Mötz. Bereits in der Winterpause 2023/24 wechselte er weiter zum SV Hall in die viertklassige Tiroler Liga und ist seit Sommer 2024 bei der zweiten Mannschaft des Wiener Sport-Club in der fünftklassigen 2. Landesliga aktiv.